# Liga Concacaf 2017
La Liga Concacaf 2017 o simplemente Liga Concacaf Scotiabank por razones de patrocinio, fue la primera edición de la Liga Concacaf. El campeón Olimpia clasificó a la Liga de Campeones de la Concacaf 2018.

## Sistema de competición
Participarán los segundos y terceros mejor ubicados en los certámenes locales de Costa Rica, El Salvador, Guatemala, Honduras y Panamá; los mejores equipos de Nicaragua; el campeón de Belice y el segundo, tercero y cuarto lugar del Campeonato de Clubes de la CFU, para un total de 16 equipos.
Se utilizará el sistema de rondas eliminatorias, desde octavos de final hasta llegar a la final, todas en formato ida y vuelta. En las rondas de octavos de final hasta semifinales rige la regla del gol de visitante, la cual determina que el equipo que haya marcado más anotaciones como visitante gana la eliminatoria si hay empate en la diferencia de goles. En caso de estar la eliminatoria empatada tras los 180 minutos de ambos partidos, la serie se decidirá en una tanda de penaltis.
El club vencedor de la final y por lo tanto Campeón, será aquel que en los dos partidos anote el mayor número de goles. En caso de empate en el total de goles, no se aplicará la regla del gol de visitante, se jugará una prórroga. Y si aún persiste el empate se realizará una tanda de penales.
Para los octavos de final, los clubes que fueron sorteados del Bombo 1 (enumerados primeros) jugarán como visitantes primero, y luego serán los anfitriones en el partido de vuelta.
Los ganadores de las series 1, 3, 5 y 7, serán sede para los partidos de vuelta de los cuartos de final. Para las semifinales, los clubes serán clasificados de acuerdo su desempeño (puntos ganados, diferencia de goles y goles anotados) en los octavos y cuartos de final, utilizando el procedimiento de desempate del campeonato.
El club mejor clasificado en cada serie de semifinales será sede del partido de vuelta. El mismo procedimiento de desempate se aplicará para determinar quién será sede del partido de vuelta de las finales.
El conjunto ganador de la competición se garantiza un lugar en la Liga de Campeones de la Concacaf 2018.

### Formato Competición
| Federación  | Cupos  |
| ----------- | ------ |
| Costa Rica  | 2      |
| Honduras    | 2 (+1) |
| Guatemala   | 0      |
| Panamá      | 2 (+1) |
| El Salvador | 2      |
| Nicaragua   | 2      |
| Belice      | 1      |
| Caribe      | 3      |
| Total       | 16     |

*Para esta edición Guatemala está suspendida y sus 2 cupos serán reemplazados por: Honduras y Panamá.

## Equipos participantes
| Federación                        | Equipo                                    | Vía de clasificación |
| --------------------------------- | ----------------------------------------- | --- |
| Costa Rica 2 plazas               | Alajuelense Santos de Guápiles            | Tercer puesto de la Tabla Acumulada de la Primera División de Costa Rica 2016-17 Cuarto puesto de la Tabla Acumulada de la Primera División de Costa Rica 2016-17 |
| Honduras 2 plazas + 1 plaza extra | Honduras Progreso Platense Olimpia        | Subcampeón del Torneo Clausura 2017 de la Primera División de Honduras 2016-17 Subcampeón del Torneo Apertura 2016 de la Primera División de Honduras 2016-17 Primer puesto de la Tabla Acumulada de la Primera División de Honduras 2016-17                              |
| Panamá 2 plazas + 1 plaza extra   | Árabe Unido Plaza Amador Chorrillo        | Campeón del Torneo Apertura 2016 y subcampeón del Torneo Clausura 2017 de la Primera División de Panamá 2016-17 Subcampeón del Torneo Apertura 2016 de la Primera División de Panamá 2016-17 Cuarto puesto de la Tabla Acumulada de la Primera División de Panamá 2016-17 |
| El Salvador 2 plazas              | Alianza Águila                            | Subcampeón del Torneo de Apertura 2016 y del Torneo Clausura 2017 de la Primera División de El Salvador 2016-17 Tercer puesto de la Tabla Acumulada de la Primera División de El Salvador 2016-17                                                                         |
| Nicaragua 2 plazas                | Real Estelí Walter Ferretti               | Campeón del Torneo de Apertura 2016 y del Torneo Clausura 2017 de la Primera División de Nicaragua 2016-17 Subcampeón del Torneo de Apertura 2016 y del Torneo Clausura 2017 de la Primera División de Nicaragua 2016-17                                                  |
| Belice 1 plaza                    | Belmopan Bandits                          | Campeón del Torneo de Apertura 2016 y del Torneo Clausura 2017 de la Premier League de Belice 2016-17 |
| Caribe 3 plazas                   | San Juan Jabloteh Portmore United Central | Subcampeón del Campeonato de Clubes del Caribe 2017 Tercer lugar del Campeonato de Clubes del Caribe 2017 Cuarto lugar del Campeonato de Clubes del Caribe 2017 |

## Localidad de los equipos
Distribución geográfica de las sedes de los equipos ya clasificados.

## Datos y estadísticas de los equipos
| Equipo             | Ciudad                           | Estadio                                                 | Aforo  |
| ------------------ | -------------------------------- | ------------------------------------------------------- | ------ |
| Alajuelense        | Alajuela, Costa Rica             | Alejandro Morera Soto                                   | 17.895 |
| Alianza            | San Salvador, El Salvador        | Cuscatlán                                               | 53.400 |
| Águila             | San Miguel, El Salvador          | Juan Francisco Barraza                                  | 14.000 |
| Árabe Unido        | Colón, Panamá                    | Armando Dely Valdés (el Rommel Fernández en el torneo)  | 32.000 |
| Belmopan Bandits   | Belmopán, Belice                 | Isidoro Beaton Stadium                                  | 3.000  |
| Central            | Couva, Trinidad y Tobago         | Ato Boldon                                              | 10.000 |
| Chorrillo          | Panamá, Panamá                   | Maracaná (el Rommel Fernández en el torneo)             | 32.000 |
| Honduras Progreso  | El Progreso, Honduras            | Humberto Micheletti (el Francisco Morazán en el torneo) | 18.000 |
| Olimpia            | Tegucigalpa, Honduras            | Nacional                                                | 35.000 |
| Platense           | Puerto Cortés, Honduras          | Excelsior                                               | 13.500 |
| Plaza Amador       | Panamá, Panamá                   | Maracaná (el Rommel Fernández en el torneo)             | 32.000 |
| Portmore United    | Portmore, Jamaica                | Ferdi Neita Sports Complex                              | 3.000  |
| Real Estelí        | Estelí, Nicaragua                | Independencia                                           | 7.500  |
| Santos de Guápiles | Guápiles, Costa Rica             | Ebal Rodríguez (el Ricardo Saprissa en el torneo)       | 23.112 |
| San Juan Jabloteh  | Puerto España, Trinidad y Tobago | Hasely Crawford                                         | 27.000 |
| Walter Ferretti    | Managua, Nicaragua               | Nacional de Fútbol                                      | 11.000 |

## Sorteo
El sorteo se llevó a cabo el 31 de mayo de 2017.
| Bombo 1           | Bombo 2            |
| ----------------- | ------------------ |
| Alajuelense       | Santos de Guápiles |
| Honduras Progreso | Platense           |
| Árabe Unido       | Olimpia            |
| Plaza Amador      | Chorrillo          |
| Alianza           | Águila             |
| Real Estelí       | Walter Ferretti    |
| Belmopan Bandits  | Portmore United    |
| San Juan Jabloteh | Central            |

## Partidos

### Cuadro de desarrollo
|  | Octavos de final         | Octavos de final         | Octavos de final         |                    |   | Cuartos de final              | Cuartos de final              | Cuartos de final              |  |  | Semifinales              | Semifinales              | Semifinales              |  |  | Final              | Final              | Final              |
|  | 1/2/3 - 8/9/10 de agosto | 1/2/3 - 8/9/10 de agosto | 1/2/3 - 8/9/10 de agosto |                    |   | 15/16/17 - 22/23/24 de agosto | 15/16/17 - 22/23/24 de agosto | 15/16/17 - 22/23/24 de agosto |  |  | 13/14 - 21 de septiembre | 13/14 - 21 de septiembre | 13/14 - 21 de septiembre |  |  | 19 - 26 de octubre | 19 - 26 de octubre | 19 - 26 de octubre |
|  |                          |                          |                          |                    |   |                               |                               |                               |  |  |                          |                          |                          |  |  |                    |                    |                    |
|  |                          |                          |                          |                    |   |                               |                               |                               |  |  |                          |                          |                          |  |  |                    |                    |                    |
|  |                          |                          |                          |                    |   |                               |                               |                               |  |  |                          |                          |                          |  |  |                    |                    |                    |
|  | San Juan Jabloteh        | 2                        | 1                        |                    |   |                               |                               |                               |  |  |                          |                          |                          |  |  |                    |                    |                    |
|  | San Juan Jabloteh        | 2                        | 1                        |                    |   |                               |                               |                               |  |  |                          |                          |                          |  |  |                    |                    |                    |
|  | Santos de Guápiles       | 6                        | 2                        |                    |   |                               |                               |                               |  |  |                          |                          |                          |  |  |                    |                    |                    |
|  | Santos de Guápiles       | 6                        | 2                        | Santos de Guápiles | 1 | 1                             |                               |                               |  |  |                          |                          |                          |  |  |                    |                    |                    |
|  |                          |                          |                          |                    | 1 | 1                             |                               |                               |  |  |                          |                          |                          |  |  |                    |                    |                    |
|  |                          | Chorrillo                | 0                        | 0                  |   |                               |                               |                               |  |  |                          |                          |                          |  |  |                    |                    |                    |
|  | Honduras Progreso        | Chorrillo                | 0                        | 0                  | 0 | 0                             |                               |                               |  |  |                          |                          |                          |  |  |                    |                    |                    |
|  | Honduras Progreso        |                          |                          |                    | 0 | 0                             |                               |                               |  |  |                          |                          |                          |  |  |                    |                    |                    |
|  | Chorrillo                | 1                        | 1                        |                    |   |                               |                               |                               |  |  |                          |                          |                          |  |  |                    |                    |                    |
|  | Chorrillo                | 1                        | 1                        | Santos de Guápiles | 0 | 1                             |                               |                               |  |  |                          |                          |                          |  |  |                    |                    |                    |
|  |                          |                          |                          |                    | 0 | 1                             |                               |                               |  |  |                          |                          |                          |  |  |                    |                    |                    |
|  |                          | Árabe Unido              | 0                        | 0                  |   |                               |                               |                               |  |  |                          |                          |                          |  |  |                    |                    |                    |
|  | Árabe Unido              | Árabe Unido              | 0                        | 0                  | 2 | 3                             |                               |                               |  |  |                          |                          |                          |  |  |                    |                    |                    |
|  | Árabe Unido              |                          |                          |                    | 2 | 3                             |                               |                               |  |  |                          |                          |                          |  |  |                    |                    |                    |
|  | Central                  | 1                        | 0                        |                    |   |                               |                               |                               |  |  |                          |                          |                          |  |  |                    |                    |                    |
|  | Central                  | 1                        | 0                        | Árabe Unido        | 2 | 0                             |                               |                               |  |  |                          |                          |                          |  |  |                    |                    |                    |
|  |                          |                          |                          |                    | 2 | 0                             |                               |                               |  |  |                          |                          |                          |  |  |                    |                    |                    |
|  |                          | Águila                   | 0                        | 1                  |   |                               |                               |                               |  |  |                          |                          |                          |  |  |                    |                    |                    |
|  | Real Estelí              | Águila                   | 0                        | 1                  | 0 | 1 (3)                         |                               |                               |  |  |                          |                          |                          |  |  |                    |                    |                    |
|  | Real Estelí              |                          |                          |                    | 0 | 1 (3)                         |                               |                               |  |  |                          |                          |                          |  |  |                    |                    |                    |
|  | Águila (p.)              | 1                        | 0 (4)                    |                    |   |                               |                               |                               |  |  |                          |                          |                          |  |  |                    |                    |                    |
|  | Águila (p.)              | 1                        | 0 (4)                    | Santos de Guápiles | 1 | 0 (1)                         |                               |                               |  |  |                          |                          |                          |  |  |                    |                    |                    |
|  |                          |                          |                          |                    | 1 | 0 (1)                         |                               |                               |  |  |                          |                          |                          |  |  |                    |                    |                    |
|  |                          | Olimpia                  | 0                        | 1 (4)              |   |                               |                               |                               |  |  |                          |                          |                          |  |  |                    |                    |                    |
|  | Alajuelense              | Olimpia                  | 0                        | 1 (4)              | 0 | 0                             |                               |                               |  |  |                          |                          |                          |  |  |                    |                    |                    |
|  | Alajuelense              |                          |                          |                    | 0 | 0                             |                               |                               |  |  |                          |                          |                          |  |  |                    |                    |                    |
|  | Olimpia                  | 2                        | 1                        |                    |   |                               |                               |                               |  |  |                          |                          |                          |  |  |                    |                    |                    |
|  | Olimpia                  | 2                        | 1                        | Olimpia            | 0 | 3                             |                               |                               |  |  |                          |                          |                          |  |  |                    |                    |                    |
|  |                          |                          |                          |                    | 0 | 3                             |                               |                               |  |  |                          |                          |                          |  |  |                    |                    |                    |
|  |                          | Alianza                  | 1                        | 1                  |   |                               |                               |                               |  |  |                          |                          |                          |  |  |                    |                    |                    |
|  | Alianza                  | Alianza                  | 1                        | 1                  | 2 | 2                             |                               |                               |  |  |                          |                          |                          |  |  |                    |                    |                    |
|  | Alianza                  |                          |                          |                    | 2 | 2                             |                               |                               |  |  |                          |                          |                          |  |  |                    |                    |                    |
|  | Platense                 | 1                        | 1                        |                    |   |                               |                               |                               |  |  |                          |                          |                          |  |  |                    |                    |                    |
|  | Platense                 | 1                        | 1                        | Olimpia            | 7 | 1                             |                               |                               |  |  |                          |                          |                          |  |  |                    |                    |                    |
|  |                          |                          |                          |                    | 7 | 1                             |                               |                               |  |  |                          |                          |                          |  |  |                    |                    |                    |
|  |                          | Plaza Amador             | 1                        | 1                  |   |                               |                               |                               |  |  |                          |                          |                          |  |  |                    |                    |                    |
|  | Plaza Amador (p.)        | Plaza Amador             | 1                        | 1                  | 0 | 1 (5)                         |                               |                               |  |  |                          |                          |                          |  |  |                    |                    |                    |
|  | Plaza Amador (p.)        |                          |                          |                    | 0 | 1 (5)                         |                               |                               |  |  |                          |                          |                          |  |  |                    |                    |                    |
|  | Portmore United          | 1                        | 0 (4)                    |                    |   |                               |                               |                               |  |  |                          |                          |                          |  |  |                    |                    |                    |
|  | Portmore United          | 1                        | 0 (4)                    | Plaza Amador       | 0 | 2                             |                               |                               |  |  |                          |                          |                          |  |  |                    |                    |                    |
|  |                          |                          |                          |                    | 0 | 2                             |                               |                               |  |  |                          |                          |                          |  |  |                    |                    |                    |
|  |                          | Walter Ferretti          | 0                        | 1                  |   |                               |                               |                               |  |  |                          |                          |                          |  |  |                    |                    |                    |
|  | Belmopan Bandits         | Walter Ferretti          | 0                        | 1                  | 1 | 0                             |                               |                               |  |  |                          |                          |                          |  |  |                    |                    |                    |
|  | Belmopan Bandits         |                          |                          |                    | 1 | 0                             |                               |                               |  |  |                          |                          |                          |  |  |                    |                    |                    |
|  | Walter Ferretti          | 4                        | 1                        |                    |   |                               |                               |                               |  |  |                          |                          |                          |  |  |                    |                    |                    |

### Octavos de final

#### San Juan Jabloteh - Santos de Guápiles
| Ida; 1 de agosto de 2017, 22:00 UTC-4 | Santos de Guápiles                                                                                       | 6:2 (3:0) | San Juan Jabloteh         | Ricardo Saprissa, Tibás    |                            |
|                                       | - Cunningham 4' (pen.) - Matarrita 31' - Salinas 39' - Monguio 58' - Rodríguez 72' - Madrigal 78' (pen.) | Reporte   | - Simpson 50' - Lewis 89' | Árbitro(s): Armando Castro | Árbitro(s): Armando Castro |

| Vuelta; 8 de agosto de 2017, 20:00 UTC-4 | San Juan Jabloteh | 1:2 (1:1) | Santos de Guápiles           | Hasely Crawford, Puerto España |                             |
|                                          | Reid 3' (pen.)    | Reporte   | - Garrro 33' - Solórzano 72' | Árbitro(s): Gladwyn Johnson    | Árbitro(s): Gladwyn Johnson |

#### Honduras Progreso - Chorrillo
| Ida; 1 de agosto de 2017, 20:00 UTC-4 | Chorrillo  | 1:0 (0:0) | Honduras Progreso | Rommel Fernández, Panamá |                          |
|                                       | Sierra 47' | Reporte   |                   | Árbitro(s): David Gantar | Árbitro(s): David Gantar |

| Vuelta; 9 de agosto de 2017, 22:00 UTC-4 | Honduras Progreso | 0:1 (0:0) | Chorrillo     | Francisco Morazán, San Pedro Sula |                          |
|                                          |                   | Reporte   | Sthephens 61' | Árbitro(s): Kimbell Ward          | Árbitro(s): Kimbell Ward |

#### Árabe Unido - Central
| Ida; 3 de agosto de 2017, 20:00 UTC-4 | Central     | 1:2 (1:1) | Árabe Unido                   | Hasely Crawford, Puerto España |                             |
|                                       | Peltier 20' | Reporte   | - C. Small 39' - E. Small 52' | Árbitro(s): Héctor Martínez    | Árbitro(s): Héctor Martínez |

| Vuelta; 10 de agosto de 2017, 20:00 UTC-4 | Árabe Unido                             | 3:0 (2:0) | Central | Rommel Fernández, Panamá  |                           |
|                                           | - Addles 3' - Addles 23' - E. Small 69' | Reporte   |         | Árbitro(s): Erick Miranda | Árbitro(s): Erick Miranda |

#### Real Estelí - Águila
| Ida; 2 de agosto de 2017, 20:00 UTC-4 | Águila     | 1:0 (0:0) | Real Estelí | Cuscatlán, San Salvador      |                              |
|                                       | García 89' | Reporte   |             | Árbitro(s): Daneon Parchment | Árbitro(s): Daneon Parchment |

| Vuelta; 8 de agosto de 2017, 20:00 UTC-4 | Real Estelí                                  | 1:0 (0:0) (3:4 p.)         | Águila                              | Independencia, Estelí    |                          |
|                                          | Peralta 85'                                  | Reporte                    |                                     | Árbitro(s): Walter López | Árbitro(s): Walter López |
|                                          |                                              | Tiros desde el punto penal |                                     |                          |                          |
|                                          | Acosta · Copete · Chavarría · Mejía · Torres |                            | Cabezas · Flores · Sánchez · García |                          |                          |

#### Alajuelense - Olimpia
| Ida; 3 de agosto de 2017, 20:00 UTC-4 | Olimpia                   | 2:0 (2:0) | Alajuelense | Tiburcio Carías, Tegucigalpa |                           |
|                                       | - Costly 3' - Álvarez 25' | Reporte   |             | Árbitro(s): Mario Escobar    | Árbitro(s): Mario Escobar |

| Vuelta; 10 de agosto de 2017, 22:00 UTC-4 | Alajuelense | 0:1 (0:1) | Olimpia     | Nacional, La Sabana       |                           |
|                                           |             | Reporte   | Rojas 45+2' | Árbitro(s): Ismail Elfath | Árbitro(s): Ismail Elfath |

#### Alianza - Platense
| Ida; 2 de agosto de 2017, 22:00 UTC-4 | Platense       | 1:2 (0:0) | Alianza                     | Excelsior, Puerto Cortés |                         |
|                                       | Hay 86' (t.l.) | Reporte   | - Zelaya 72' - Portillo 88' | Árbitro(s): José Kellys  | Árbitro(s): José Kellys |

| Vuelta; 8 de agosto de 2017, 22:00 UTC-4 | Alianza                  | 2:1 (2:1) | Platense             | Cuscatlán, San Salvador            |                                    |
|                                          | - Zelaya 15' - Larín 31' | Reporte   | Marroquín 27' (a.g.) | Árbitro(s): Luis Santander Aguirre | Árbitro(s): Luis Santander Aguirre |

#### Plaza Amador - Portmore United
| Ida; 2 de agosto de 2017, 20:00 UTC-4 | Portmore United | 1:0 (0:0) | Plaza Amador | Parque Independence, Kingston  |                                |
|                                       | Lynch 73'       | Reporte   |              | Árbitro(s): Armando Villarreal | Árbitro(s): Armando Villarreal |

| Vuelta; 9 de agosto de 2017, 20:00 UTC-4 | Plaza Amador                                    | 1:0 (0:0) (5:4 p.)         | Portmore United                              | Rommel Fernández, Panamá          |                                   |
|                                          | Pimentel 75'                                    | Reporte                    |                                              | Árbitro(s): Juan Gabriel Calderon | Árbitro(s): Juan Gabriel Calderon |
|                                          |                                                 | Tiros desde el punto penal |                                              |                                   |                                   |
|                                          | Sinclair · Murrillo · Dixon · Pimentel · Hughes |                            | Grandison · Binns · Williams · Dyce · Morris |                                   |                                   |

#### Belmopan Bandits - Walter Ferretti
| Ida; 3 de agosto de 2017, 22:00 UTC-4 | Walter Ferretti                                                    | 4:1 (1:0) | Belmopan Bandits   | Independencia, Estelí        |                              |
|                                       | - Méndez 12' - Laureiro 76' - Anderson 90' (g.o.) - Laureiro 90+2' | Reporte   | Welcome 78' (pen.) | Árbitro(s): Michel Rodríguez | Árbitro(s): Michel Rodríguez |

| Vuelta; 10 de agosto de 2017, 22:00 UTC-4 | Belmopan Bandits | 0:1 (0:1) | Walter Ferretti | Isidoro Beaton, Belmopán  |                           |
|                                           |                  | Reporte   | Da Silva 12'    | Árbitro(s): Ariel Sánchez | Árbitro(s): Ariel Sánchez |

### Cuartos de final

#### Santos de Guápiles - Chorrillo
| Ida; 15 de agosto de 2017, 22:00 UTC-4 | Chorrillo | 0:1 (0:1) | Santos de Guápiles | Rommel Fernández, Panamá   |                            |
|                                        |           | Reporte   | Rodríguez 40'      | Árbitro(s): Kevin Morrison | Árbitro(s): Kevin Morrison |

| Vuelta; 22 de agosto de 2017 22:00 UTC-4 | Santos de Guápiles | 1:0 (1:0) | Chorrillo | Nacional, La Sabana        |                            |
|                                          | Matarrita 19'      | Reporte   |           | Árbitro(s): Yadel Martínez | Árbitro(s): Yadel Martínez |

#### Árabe Unido - Águila
| Ida; 16 de agosto de 2017, 22:00 UTC-4 | Águila | 0:2 (0:0) | Árabe Unido                   | Cuscatlán, San Salvador   |                           |
|                                        |        | Reporte   | - C. Small 47' - C. Small 81' | Árbitro(s): Sherwin Moore | Árbitro(s): Sherwin Moore |

| Vuelta; 23 de agosto de 2017, 22:00 UTC-4 | Árabe Unido | 0:1 (0:1) | Águila      | Rommel Fernández, Panamá     |                              |
|                                           |             | Reporte   | Lezcano 10' | Árbitro(s): Héctor Rodríguez | Árbitro(s): Héctor Rodríguez |

#### Olimpia - Alianza
| Ida; 17 de agosto de 2017, 22:00 UTC-4 | Alianza    | 1:0 (0:0) | Olimpia | Cuscatlán, San Salvador     |                             |
|                                        | Zelaya 51' | Reporte   |         | Árbitro(s): Wilson Da Costa | Árbitro(s): Wilson Da Costa |

| Vuelta; 24 de agosto de 2017, 22:00 UTC-4 | Olimpia                                | 3:1 (1:1) | Alianza      | Tiburcio Carías, Tegucigalpa |                            |
|                                           | - Rojas 3' - Costly 55' - Costly 90+5' | Reporte   | Guerreño 41' | Árbitro(s): Luis Santander   | Árbitro(s): Luis Santander |

#### Plaza Amador - Walter Ferretti
| Ida; 17 de agosto de 2017, 20:00 UTC-4 | Walter Ferretti | 0:0     | Plaza Amador | Estadio Independencia, Estelí  |                                |
|                                        |                 | Reporte |              | Árbitro(s): Raul Castro Zúñiga | Árbitro(s): Raul Castro Zúñiga |

| Vuelta; 24 de agosto de 2017, 20:00 UTC-4 | Plaza Amador                 | 2:1 (1:1) | Walter Ferretti     | Rommel Fernández, Panamá |                         |
|                                           | - Murrillo 1' - Sinclair 55' | Reporte   | Laureiro 41' (pen.) | Árbitro(s): Juan Guerra  | Árbitro(s): Juan Guerra |

### Semifinales
| Pos. | Equipo             | Pts. | PJ | G | E | P | GF | GC | Dif. | Localía |
| ---- | ------------------ | ---- | -- | - | - | - | -- | -- | ---- | ------- |
| 1    | Santos de Guápiles | 12   | 4  | 4 | 0 | 0 | 10 | 3  | +7   | Vuelta  |
| 2    | Árabe Unido        | 9    | 4  | 3 | 0 | 1 | 7  | 2  | +5   | Ida     |
|      |                    |      |    |   |   |   |    |    |      |         |
| 1    | Olimpia            | 9    | 4  | 3 | 0 | 1 | 6  | 2  | +4   | Vuelta  |
| 2    | Plaza Amador       | 7    | 4  | 2 | 1 | 1 | 3  | 2  | +1   | Ida     |

 Fuente: CONCACAF
Criterios de clasificación: 1) Puntos; 2) Diferencia de goles; 3) Goles anotados; 4) Goles anotados como visitante; 5) Sorteo.

#### Santos de Guápiles - Árabe Unido
| Ida; 13 de septiembre de 2017, 22:00 UTC-4 | Árabe Unido | 0:0     | Santos de Guápiles | Rommel Fernández, Panamá |                          |
|                                            |             | Reporte |                    | Árbitro(s): Kimbell Ward | Árbitro(s): Kimbell Ward |

| Vuelta; 21 de septiembre de 2017, 20:00 UTC-4 | Santos de Guápiles | 1:0 (0:0) | Árabe Unido | Nacional, La Sabana       |                           |
|                                               | Cunningham 86'     | Reporte   |             | Árbitro(s): Mario Escobar | Árbitro(s): Mario Escobar |

#### Olimpia - Plaza Amador
| Ida; 14 de septiembre de 2017, 22:00 UTC-4 | Plaza Amador | 1:7 (1:3) | Olimpia                                                                   | Rommel Fernández, Panamá       |                                |
|                                            | Zorrilla 39' | Reporte   | - Costly 12' - López 22' - Rojas 27' 65' - Chirinos 61' 67' - Canales 81' | Árbitro(s): Armando Villarreal | Árbitro(s): Armando Villarreal |

| Vuelta; 21 de septiembre de 2017, 22:00 UTC-4 | Olimpia   | 1:1 (0:1) | Plaza Amador | Olímpico Metropolitano, San Pedro Sula |                          |
|                                               | Rojas 81' | Reporte   | Murillo 20'  | Árbitro(s): Joel Aguilar               | Árbitro(s): Joel Aguilar |

### Final
| Pos. | Equipo             | Pts. | PJ | G | E | P | GF | GC | Dif. | Localía |
| ---- | ------------------ | ---- | -- | - | - | - | -- | -- | ---- | ------- |
| 1    | Santos de Guápiles | 16   | 6  | 5 | 1 | 0 | 11 | 3  | +8   | Vuelta  |
| 2    | Olimpia            | 13   | 6  | 4 | 1 | 1 | 14 | 4  | +10  | Ida     |

 Fuente: CONCACAF
Criterios de clasificación: 1) Puntos; 2) Diferencia de goles; 3) Goles anotados; 4) Goles anotados como visitante; 5) Sorteo.

#### Santos de Guápiles - Olimpia
| Ida; 19 de octubre de 2017, 22:00 UTC-4 | Olimpia | 0:1 (0:0) | Santos de Guápiles | Olímpico Metropolitano, San Pedro Sula |                           |
|                                         |         | Reporte   | Azofeifa 62'       | Árbitro(s): Ismail Elfath              | Árbitro(s): Ismail Elfath |

| Vuelta; 26 de octubre de 2017, 22:00 UTC-4 | Santos de Guápiles          | 0:1 (0:1) (1:4 p.)         | Olimpia                       | Nacional, La Sabana                |                                    |
|                                            |                             | Reporte                    | Chirinos 21'                  | Árbitro(s): Luis Enrique Santander | Árbitro(s): Luis Enrique Santander |
|                                            |                             | Tiros desde el punto penal |                               |                                    |                                    |
|                                            | Azofeifa · Lagos · Barquero |                            | Costly · Moya · López · Mejía |                                    |                                    |

#### Final - Ida
| 28         | Guardameta     | Donis Escober     |     |
| 5          | Defensa        | Ever Alvarado     | 84' |
| 30         | Defensa        | Johnny Palacios   |     |
| 35         | Defensa        | Andrés Quejada    |     |
| 19         | Defensa        | José Tobías       |     |
| 8          | Centrocampista | Luis Garrido      | 65' |
| 23         | Centrocampista | Bryan Moya        |     |
| 20         | Centrocampista | Alexander López   |     |
| 33         | Centrocampista | Michaell Chirinos |     |
| 13         | Delantero      | Carlo Costly      |     |
| 21         | Delantero      | Roger Rojas       | 71' |
| Entrenador | Entrenador     | Carlos Restrepo   |     |

| 1          | Guardameta     | Bryan Morales       |     |
| 17         | Defensa        | Marvin Obando       |     |
| 15         | Defensa        | Juan Diego Madrigal |     |
| 8          | Defensa        | Edder Monguío       |     |
| 28         | Defensa        | José Garro          |     |
| 4          | Defensa        | Ian Smith           |     |
| 20         | Centrocampista | Wílmer Azofeifa     |     |
| 71         | Centrocampista | Osvaldo Rodríguez   | 82' |
| 12         | Centrocampista | Youstin Salas       |     |
| 27         | Centrocampista | Edder Solórzano     | 78' |
| 21         | Delantero      | Kenneth Dixon       | 67' |
| Entrenador | Entrenador     | Johnny Chaves       |     |

| 16 | Centrocampista | Gerson Rodas      | 65' |
| 7  | Delantero      | Carlos Will Mejía | 71' |
| 18 | Delantero      | Javier Estupiñán  | 84' |

| 26 | Delantero      | Leonardo Adams   | 67' |
| 2  | Defensa        | Michael Barquero | 78' |
| 11 | Centrocampista | Reimond Salas    | 82' |

| Amonestado | 65'   | José Tobías       |  |
| Amonestado | 90+2' | Carlos Will Mejía |  |

| Amonestado | 20' | Kenneth Dixon |  |
| Amonestado | 35' | Marvin Obando |  |

| Anotado | 62' | Wílmer Azofeifa | 0 - 1 |

| Árbitro             | Ismail Elfath    |
| Árbitros asistentes | Corey Parker     |
| Árbitros asistentes | Ian Anderson     |
| Cuarto árbitro      | Baldomero Toledo |

| 28         | Guardameta     | Donis Escober     |     |
| 5          | Defensa        | Ever Alvarado     | 84' |
| 30         | Defensa        | Johnny Palacios   |     |
| 35         | Defensa        | Andrés Quejada    |     |
| 19         | Defensa        | José Tobías       |     |
| 8          | Centrocampista | Luis Garrido      | 65' |
| 23         | Centrocampista | Bryan Moya        |     |
| 20         | Centrocampista | Alexander López   |     |
| 33         | Centrocampista | Michaell Chirinos |     |
| 13         | Delantero      | Carlo Costly      |     |
| 21         | Delantero      | Roger Rojas       | 71' |
| Entrenador | Entrenador     | Carlos Restrepo   |     |

| 1          | Guardameta     | Bryan Morales       |     |
| 17         | Defensa        | Marvin Obando       |     |
| 15         | Defensa        | Juan Diego Madrigal |     |
| 8          | Defensa        | Edder Monguío       |     |
| 28         | Defensa        | José Garro          |     |
| 4          | Defensa        | Ian Smith           |     |
| 20         | Centrocampista | Wílmer Azofeifa     |     |
| 71         | Centrocampista | Osvaldo Rodríguez   | 82' |
| 12         | Centrocampista | Youstin Salas       |     |
| 27         | Centrocampista | Edder Solórzano     | 78' |
| 21         | Delantero      | Kenneth Dixon       | 67' |
| Entrenador | Entrenador     | Johnny Chaves       |     |

| 16 | Centrocampista | Gerson Rodas      | 65' |
| 7  | Delantero      | Carlos Will Mejía | 71' |
| 18 | Delantero      | Javier Estupiñán  | 84' |

| 26 | Delantero      | Leonardo Adams   | 67' |
| 2  | Defensa        | Michael Barquero | 78' |
| 11 | Centrocampista | Reimond Salas    | 82' |

| Amonestado | 65'   | José Tobías       |  |
| Amonestado | 90+2' | Carlos Will Mejía |  |

| Amonestado | 20' | Kenneth Dixon |  |
| Amonestado | 35' | Marvin Obando |  |

| Anotado | 62' | Wílmer Azofeifa | 0 - 1 |

| Árbitro             | Ismail Elfath    |
| Árbitros asistentes | Corey Parker     |
| Árbitros asistentes | Ian Anderson     |
| Cuarto árbitro      | Baldomero Toledo |

|  |

| Estadísticas      | Bandera de Honduras | Bandera de Costa Rica |
| Tiros             | 8                   | 11                    |
| Recuperaciones    | 13                  | 11                    |
| Faltas            | 23                  | 14                    |
| Saques de esquina | 2                   | 3                     |
| Penalties         | 0                   | 0                     |
| Fueras de juego   | 2                   | 2                     |
| Posesión de balón | 55%                 | 45%                   |

#### Final - Vuelta
| 1          | Guardameta     | Bryan Morales       |     |
| 4          | Defensa        | Ian Smith           |     |
| 15         | Defensa        | Juan Diego Madrigal |     |
| 8          | Defensa        | Eder Monguio        |     |
| 28         | Defensa        | José Garro          |     |
| 2          | Defensa        | Michael Barquero    |     |
| 71         | Centrocampista | Osvaldo Rodríguez   | 78' |
| 88         | Centrocampista | Starling Matarrita  | 87' |
| 20         | Centrocampista | Wílmer Azofeifa     |     |
| 7          | Delantero      | Kenny Cunningham    | 69' |
| 11         | Delantero      | Reimond Salas       |     |
| Entrenador | Entrenador     | Johnny Chaves       |     |

| 1          | Guardameta     | Donis Escober         |  |
| 2          | Defensa        | Ever Alvarado         |  |
| 3          | Defensa        | Johnny Palacios       |  |
| 4          | Defensa        | Andrés Quejada 19'    |  |
| 5          | Defensa        | Kevin Álvarez         |  |
| 6          | Centrocampista | German Mejía          |  |
| 7          | Centrocampista | Bryan Moya            |  |
| 8          | Centrocampista | Alexander López       |  |
| 9          | Centrocampista | Michaell Chirinos 60' |  |
| 10         | Delantero      | Carlo Costly          |  |
| 11         | Delantero      | Roger Rojas 90'       |  |
| Entrenador | Entrenador     | Carlos Restrepo       |  |

| 27 | Centrocampista | Edder Solorzano | 78' |
| 12 | Centrocampista | Youstin Salas   | 87' |
| 9  | Delantero      | Cristhian Lagos | 69' |

| 12 | Defensa        | Jonathan Paz | 19' |
| 13 | Centrocampista | Luis Garrido | 60' |
| 14 | Centrocampista | Carlos Mejía | 90' |

| Amonestado | 34' | Kenny Cunningham |  |
| Amonestado | 45' | Wilmer Azofeifa  |  |
| Amonestado | 94' | Bryan Morales    |  |

| Amonestado | 30' | German Mejía |  |
| Amonestado | 79' | Luis Garrido |  |

| Anotado | 20' | Michaell Chirinos | 0 - 1 |

| No | 1 | Wílmer Azofeifa  | 0-1 |
| Sí | 2 | Cristhian Lagos  | 1-2 |
| No | 3 | Michael Barquero | 1-3 |

| Sí | 1 | Carlo Costly    | 0-1 |
| Sí | 2 | Bryan Moya      | 0-2 |
| Sí | 3 | Alexander López | 1-3 |
| Sí | 4 | Carlos Mejía    | 1-4 |

| Árbitro             | L.E. Santander |
| Árbitros asistentes | P. Hernández   |
| Árbitros asistentes | A. Hernandez   |
| Cuarto árbitro      | O. Macias      |

| 1          | Guardameta     | Bryan Morales       |     |
| 4          | Defensa        | Ian Smith           |     |
| 15         | Defensa        | Juan Diego Madrigal |     |
| 8          | Defensa        | Eder Monguio        |     |
| 28         | Defensa        | José Garro          |     |
| 2          | Defensa        | Michael Barquero    |     |
| 71         | Centrocampista | Osvaldo Rodríguez   | 78' |
| 88         | Centrocampista | Starling Matarrita  | 87' |
| 20         | Centrocampista | Wílmer Azofeifa     |     |
| 7          | Delantero      | Kenny Cunningham    | 69' |
| 11         | Delantero      | Reimond Salas       |     |
| Entrenador | Entrenador     | Johnny Chaves       |     |

| 1          | Guardameta     | Donis Escober         |  |
| 2          | Defensa        | Ever Alvarado         |  |
| 3          | Defensa        | Johnny Palacios       |  |
| 4          | Defensa        | Andrés Quejada 19'    |  |
| 5          | Defensa        | Kevin Álvarez         |  |
| 6          | Centrocampista | German Mejía          |  |
| 7          | Centrocampista | Bryan Moya            |  |
| 8          | Centrocampista | Alexander López       |  |
| 9          | Centrocampista | Michaell Chirinos 60' |  |
| 10         | Delantero      | Carlo Costly          |  |
| 11         | Delantero      | Roger Rojas 90'       |  |
| Entrenador | Entrenador     | Carlos Restrepo       |  |

| 27 | Centrocampista | Edder Solorzano | 78' |
| 12 | Centrocampista | Youstin Salas   | 87' |
| 9  | Delantero      | Cristhian Lagos | 69' |

| 12 | Defensa        | Jonathan Paz | 19' |
| 13 | Centrocampista | Luis Garrido | 60' |
| 14 | Centrocampista | Carlos Mejía | 90' |

| Amonestado | 34' | Kenny Cunningham |  |
| Amonestado | 45' | Wilmer Azofeifa  |  |
| Amonestado | 94' | Bryan Morales    |  |

| Amonestado | 30' | German Mejía |  |
| Amonestado | 79' | Luis Garrido |  |

| Anotado | 20' | Michaell Chirinos | 0 - 1 |

| No | 1 | Wílmer Azofeifa  | 0-1 |
| Sí | 2 | Cristhian Lagos  | 1-2 |
| No | 3 | Michael Barquero | 1-3 |

| Sí | 1 | Carlo Costly    | 0-1 |
| Sí | 2 | Bryan Moya      | 0-2 |
| Sí | 3 | Alexander López | 1-3 |
| Sí | 4 | Carlos Mejía    | 1-4 |

| Árbitro             | L.E. Santander |
| Árbitros asistentes | P. Hernández   |
| Árbitros asistentes | A. Hernandez   |
| Cuarto árbitro      | O. Macias      |

|  |

| Estadísticas      | Bandera de Costa Rica | Bandera de Honduras |
| Tiros a marco     | 4                     | 1                   |
| Tiros desviados   | 6                     | 5                   |
| Faltas            | 13                    | 21                  |
| Saques de esquina | 8                     | 1                   |
| Penalties         | 0                     | 0                   |
| Fueras de juego   | 3                     | 0                   |
| Posesión de balón | 49%                   | 51%                 |

|                           |
| Campeón Olimpia 1° título |

## Goleadores
| Jugador            | Club               |   |
| ------------------ | ------------------ | - |
| Roger Rojas        | Olimpia            | 5 |
| Carlos Small       | Árabe Unido        | 4 |
| Carlos Costly      | Olimpia            | 4 |
| Rodolfo Zelaya     | Alianza            | 3 |
| Bernardo Laureiro  | Walter Ferretti    | 3 |
| Michaell Chirinos  | Olimpia            | 3 |
| Renán Addles       | Árabe Unido        | 2 |
| José Murillo       | Plaza Amador       | 2 |
| Osvaldo Rodríguez  | Santos de Guápiles | 2 |
| Starling Matarrita | Santos de Guápiles | 2 |
| Kenny Cunningham   | Santos de Guápiles | 2 |